# Damernas 30 kilometer i längdskidåkning vid olympiska vinterspelen 2018
Damernas 30 kilometer i längdskidåkning vid olympiska vinterspelen 2018 ägde rum på Alpensia längdåkningsarena i Pyeongchang, Sydkorea, den 25 februari 2018. Tävlingen var i klassisk stil med masstart. Den var den sista OS-tävlingen som arrangerades innan slutceremonin.

## Deltagande nationer
47 deltagare från 20 nationer deltog i tävlingen. Siffran inom parentes är antal tävlande för respektive land.
| - Australien (1) - Estland (1) - Finland (4) - Italien (4) - Japan (1) - Kanada (3) - Kazakstan (3) | - Kina (2) - Norge (4) - Olympiska idrottare från Ryssland (3) - Polen (1) - Schweiz (1) - Slovakien (1) | - Sverige (4) - Tjeckien (2) - Tyskland (3) - Ukraina (1) - USA (4) - Belarus (3) - Österrike (1) |

## Medaljörer
| Disciplin           | Guld                | Silver                    | Brons                 |
| 30 km klassisk stil | Marit Bjørgen Norge | Krista Pärmäkoski Finland | Stina Nilsson Sverige |

## Resultat
| Pl. | Nr | Namn                     | Nation                            | Sluttid   | Differens |
| --- | -- | ------------------------ | --------------------------------- | --------- | --------- |
| 1   | 8  | Marit Bjørgen            | Norge                             | 1:22.17,6 | –         |
| 2   | 7  | Krista Pärmäkoski        | Finland                           | 1:24.07,1 | +1.49,5   |
| 3   | 19 | Stina Nilsson            | Sverige                           | 1:24.16,5 | +1.58.9   |
| 4   | 2  | Ingvild Flugstad Østberg | Norge                             | 1:24.18,0 | +2.00,4   |
| 5   | 5  | Charlotte Kalla          | Sverige                           | 1:25.14,8 | +2.57,2   |
| 6   | 9  | Kerttu Niskanen          | Finland                           | 1:25.19,2 | +3.01,6   |
| 7   | 3  | Jessie Diggins           | USA                               | 1:25.54,8 | +3.37,2   |
| 8   | 1  | Heidi Weng               | Norge                             | 1:26.25,5 | +4.07,9   |
| 9   | 4  | Teresa Stadlober         | Österrike                         | 1:26.31,7 | +4.14,1   |
| 10  | 24 | Masako Ishida            | Japan                             | 1:26.38,4 | +4.20,8   |
| 11  | 12 | Anastasija Sedova        | Olympiska idrottare från Ryssland | 1:26.46,8 | +4.29,2   |
| 12  | 6  | Ragnhild Haga            | Norge                             | 1:27.11,5 | +4.53,9   |
| 13  | 17 | Ebba Andersson           | Sverige                           | 1:27.14,8 | +4.57,2   |
| 14  | 20 | Justyna Kowalczyk        | Polen                             | 1:27.21,8 | +5.04,2   |
| 15  | 27 | Alisa Zjambalova         | Olympiska idrottare från Ryssland | 1:27.27,2 | +5.09,6   |
| 16  | 15 | Stefanie Böhler          | Tyskland                          | 1:28.42,2 | +6.24,6   |
| 17  | 11 | Sadie Bjornsen           | USA                               | 1:28.50,2 | +6.32,6   |
| 18  | 22 | Johanna Matintalo        | Finland                           | 1:28.58,2 | +6.40,6   |
| 19  | 18 | Katharina Hennig         | Tyskland                          | 1:29.48,9 | +7.31,3   |
| 20  | 16 | Aino-Kaisa Saarinen      | Finland                           | 1:30.32,2 | +8.14,6   |
| 21  | 32 | Rosie Frankowski         | USA                               | 1:31.11,4 | +8.53,8   |
| 22  | 10 | Nathalie von Siebenthal  | Schweiz                           | 1:31.27,9 | +9.10,3   |
| 23  | 25 | Kateřina Beroušková      | Tjeckien                          | 1:31.41,4 | +9.23,8   |
| 24  | 13 | Natalja Neprjajeva       | Olympiska idrottare från Ryssland | 1:32.10,4 | +9.52,8   |
| 25  | 28 | Victoria Carl            | Tyskland                          | 1:32.42,4 | +10.24,8  |
| 26  | 23 | Caitlin Patterson        | USA                               | 1:32.43,6 | +10.26,0  |
| 27  | 21 | Elisa Brocard            | Italien                           | 1:33.33,5 | +11.15,9  |
| 28  | 39 | Tatjana Mannima          | Estland                           | 1:34.27,7 | +12.10,1  |
| 29  | 14 | Anna Haag                | Sverige                           | 1:34.31,0 | +12.13,4  |
| 30  | 37 | Emily Nishikawa          | Kanada                            | 1:34.31,7 | +12.14,1  |
| 31  | 29 | Anna Sjevtjenko          | Kazakstan                         | 1:35.36,1 | +13.18,5  |
| 32  | 31 | Valeriya Tyuleneva       | Kazakstan                         | 1:35.38,0 | +13.20,4  |
| 33  | 36 | Jelena Kolomina          | Kazakstan                         | 1:35.38,4 | +13.20,8  |
| 34  | 26 | Anna Comarella           | Italien                           | 1:35.48,7 | +13.31,1  |
| 35  | 30 | Sara Pellegrini          | Italien                           | 1:36.07,3 | +13.49,7  |
| 36  | 38 | Alena Procházková        | Slovakien                         | 1:36.50,0 | +14.32,4  |
| 37  | 40 | Li Xin                   | Kina                              | 1:38.04,9 | +15.47,3  |
| 38  | 35 | Tetjana Antypenko        | Ukraina                           | 1:38.17,3 | +15.59,7  |
| 39  | 34 | Petra Hynčicová          | Tjeckien                          | 1:39.14,7 | +16.57,1  |
| 40  | 33 | Polina Serosonova        | Belarus                           | 1:39.36,0 | +17.18,4  |
| 41  | 43 | Lucia Scardoni           | Italien                           | 1:40.26,3 | +18.08,7  |
| 42  | 45 | Jessica Yeaton           | Australien                        | 1:40.54,8 | +18.37,2  |
| 43  | 41 | Cendrine Browne          | Kanada                            | 1:41.23,9 | +19.06,3  |
| 44  | 42 | Chi Chunxue              | Kina                              | 1:42.03,2 | +19.45,6  |
| 45  | 46 | Valjantsina Kaminskaja   | Belarus                           | 1:42.27,6 | +20.10,0  |
| –   | 44 | Julija Tikhonova         | Belarus                           | DNF       | –         |
| –   | 47 | Anne-Marie Comeau        | Kanada                            | DNF       | –         |